# Wiener Gesera
Als Wiener Gesera wird die planmäßige Vernichtung der jüdischen Gemeinden im Herzogtum Österreich im Jahr 1421 auf Befehl Herzog Albrechts V., des späteren römisch-deutschen Königs Albrecht II., durch Zwangstaufe, Vertreibung und Hinrichtung durch Verbrennen bezeichnet. Der Name leitet sich von einer „Wiener Gesera“ genannten jüdischen Schrift her und wird auch für die darin beschriebenen Ereignisse verwendet.

## Vorgeschichte: Jüdische Gemeinden in Österreich zu Beginn des 15. Jahrhunderts

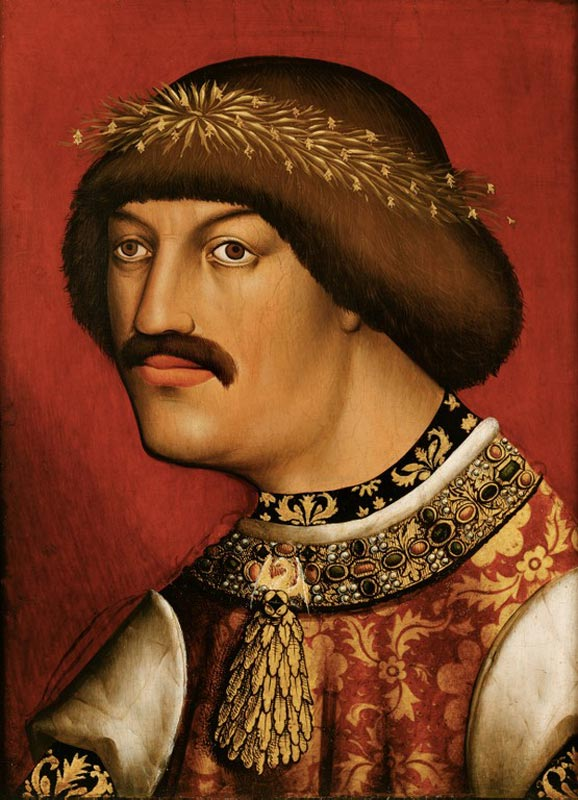
Herzog Albrecht V. von Österreich (Anonymus, 16. Jahrhundert)

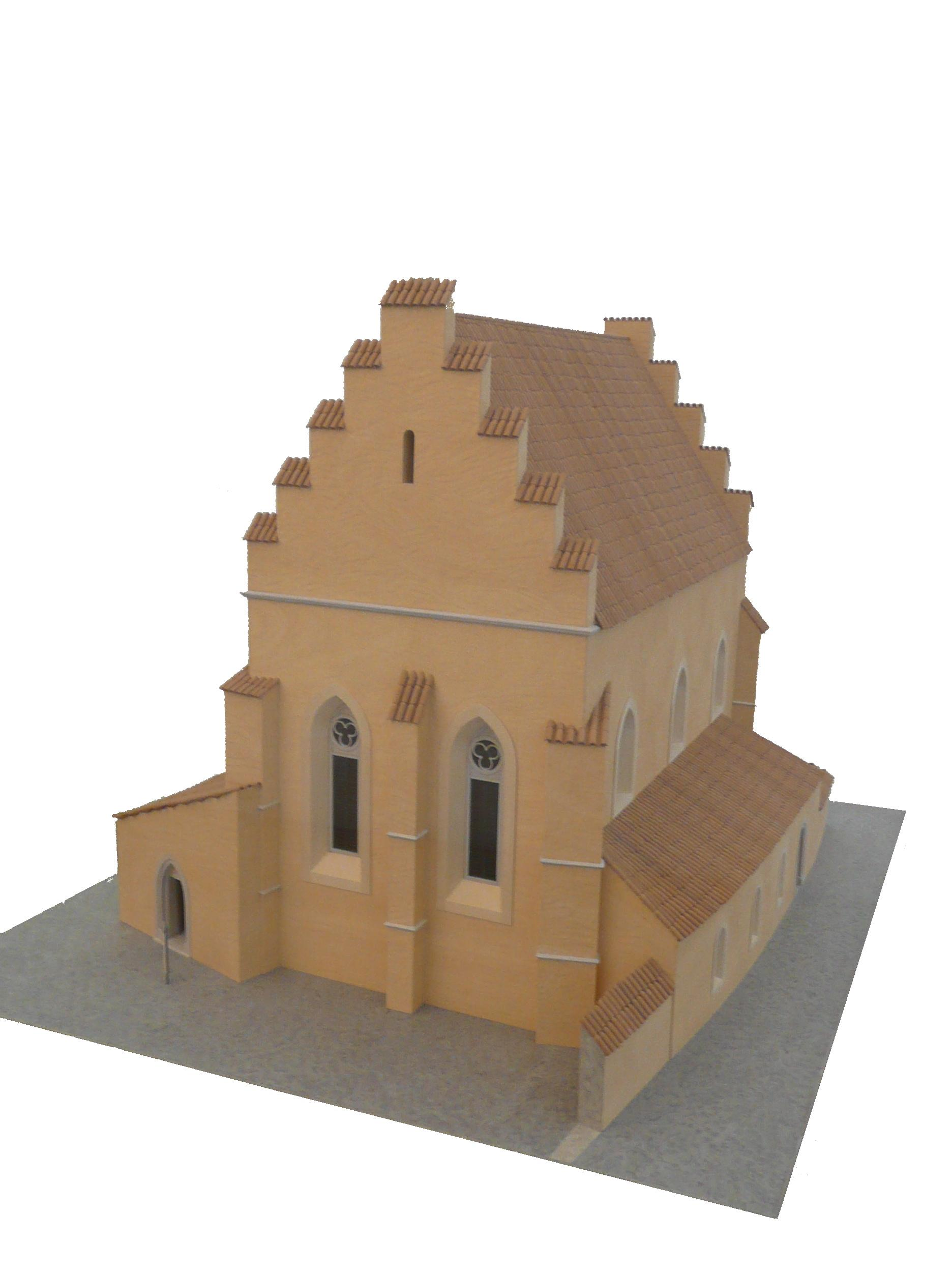
Miniaturmodell der gotischen Synagoge am Wiener Judenplatz, Zentrum der jüdischen Gemeinschaft

Im 13. und 14. Jahrhundert genossen die Juden in Österreich – verglichen mit anderen Gegenden – weitreichenden Schutz und Sicherheit, obwohl es auch hier gelegentlich zu Verfolgungen kam (beispielsweise 1338 wegen eines angeblichen Hostienfrevels in Pulkau). Auch hatte das „Wiener Provinzialkonzil“, das vom 10. bis 12. Mai 1267 im Stephansdom für die gesamte damalige Kirchenprovinz Salzburg abgehalten wurde (Wien wurde erst 1722 eine eigene Kirchenprovinz), neben organisatorischen Fragen auch das Verhältnis zwischen Christen und Juden behandelt, das bereits damals belastet war und für das eine fast vollständige Trennung beider Lebensbereiche angestrebt wurde. So wurde den Juden das Tragen spitzer („gehörnter“) Hüte befohlen, eine Steuer eingeführt und das Betreten von Gaststätten und Badstuben sowie die Aufnahme christlicher Knechte und Ammen untersagt. Christen wurden gemeinsame Feiern mit Juden verboten, ebenso der Kauf von Speisen bei Juden. In zahlreichen Orten des Herzogtums Österreich (das im Wesentlichen dem heutigen Nieder- und Oberösterreich entspricht) gab es wohlhabende jüdische Gemeinden, die bedeutendsten waren in Wien, Krems und Wiener Neustadt, das allerdings damals politisch zum Herzogtum Steiermark zählte. Noch heute erinnern die Straßennamen Judenplatz und Schulhof (Schul = Synagoge) im 1. Wiener Gemeindebezirk daran, dass sich dort der jüdische Stadtteil befunden hat. Von dem in Zünften streng organisierten Handwerk waren die Juden ausgeschlossen; ihr wichtigster Erwerbszweig war der Geldverleih und der Handel. Der Wohlstand vieler Juden führte zu Vorwürfen wegen übertriebenem Luxus, vor allem seitens der christlichen Schuldner.
Zu Beginn des 15. Jahrhunderts verschlechterte sich die Lage der Juden in Österreich. Ein einschneidendes Ereignis war der Brand im Wiener Judenviertel, der am 5. November 1406 in der Synagoge ausbrach. Die Brandursache ist unbekannt, es kam jedoch verbreitet zu Plünderungen und Ausschreitungen gegen die Juden, wohl auch wegen des Verlustes von verpfändeten Wertsachen. Der Wohlstand und die wirtschaftliche Bedeutung der jüdischen Gemeinde wurden durch den Brand stark beeinträchtigt. Möglicherweise wurde die jüdische Gemeinschaft auch in die Auseinandersetzungen zwischen den Herzögen Leopold und Ernst um die Vormundschaft des minderjährigen Herzogs Albrecht verwickelt, in deren Verlauf am 11. Juli 1408 der Wiener Bürgermeister Konrad Vorlauf und die Ratsherren Hans Rockh und Konrad Ramperstorffer hingerichtet wurden. Am 30. Oktober 1411 wurde der vierzehnjährige Albrecht für großjährig erklärt; in der Folge belegte der stets an Geldmangel leidende Herzog die jüdischen Gemeinden mit immer neuen Steuern, wobei er aber noch 1415 ausdrücklich auf die nuczpern und mannigvaltig dienst der Juden, also ihre nutzbaren und mannigfaltigen Dienste hinweist.

## Anschuldigungen gegen die Juden
Was Herzog Albrecht zur Vernichtung der jüdischen Gemeinden bewog, lässt sich nur ahnen: Es dürfte eine Kombination wirtschaftlicher, politischer und religiöser Motive gewesen sein, die mit den öffentlich vorgebrachten Beschuldigungen wohl nicht allzu viel zu tun hatte.

### Kollaboration mit den Hussiten
Seit Sommer 1419 verwüsteten die Hussitenkriege das Königreich Böhmen. Auch das benachbarte Österreich wurde in Mitleidenschaft gezogen: Hussitische Streifscharen durchzogen auch das nördliche Niederösterreich und kamen bis Krems. In etlichen Dokumenten werden die Juden der Kollaboration mit den Hussiten beschuldigt, z. B. in einer Erklärung der Wiener Theologischen Fakultät vom 9. Juni 1419. Immer wieder wird der Vorwurf des Waffenhandels erhoben. Ob manche dieser Vorwürfe berechtigt waren, lässt sich nicht mehr feststellen. Jedenfalls brachten die fanatischen Hussiten den Juden nur wenig Sympathie entgegen: Beispielsweise entzog sich die jüdische Gemeinde von Komotau am 16. März 1421 nach der Eroberung der Stadt durch die Hussiten der Zwangstaufe durch Massensuizid.

### Ritualmordlegenden
Der Vorwurf des Ritualmordes, vor allem an christlichen Kindern, wurde im Mittelalter und der Neuzeit immer wieder gegen Juden und Angehörige verschiedener Minderheiten und Außenseitergruppen erhoben. Auch die Ereignisse von 1421 werden in etlichen Berichten mit Ritualmordanklagen in Verbindung gebracht, so im Fortalitium fidei des spanischen Franziskaners Alphonso de Spina (2. Hälfte des 15. Jahrhunderts) und in Ains Juden buechlins verlegung von Johannes Eck (1541). All diese Berichte sind jedoch sekundär, tatsächlich dürften Anschuldigungen wegen Ritualmordes keine Rolle gespielt haben.

### Hostienfrevel
Der Vorwurf der Hostienschändung diente im Mittelalter und in der Neuzeit immer wieder als Begründung und Vorwand für Judenverfolgungen. Die offizielle Begründung für die 1420 begonnene Vernichtung war ein angeblich in Enns begangener Hostienfrevel, wo eine Mesnerin das Sakrament entwendet und einem Juden namens Israel und seiner Frau verkauft haben soll.

## Die Ereignisse von 1420/1421

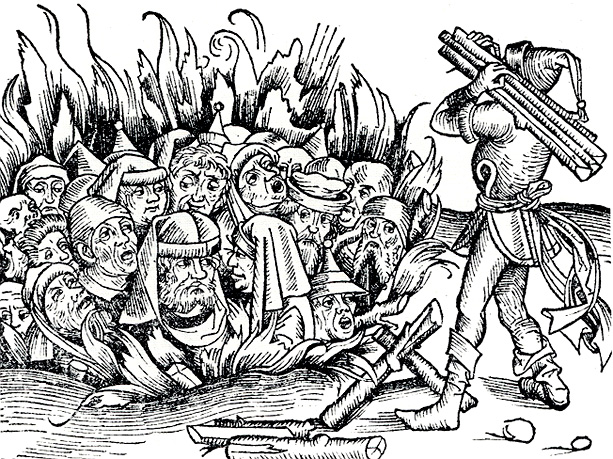
Verbrennung von Juden aus der Weltchronik von Hartmann Schedel (1493)

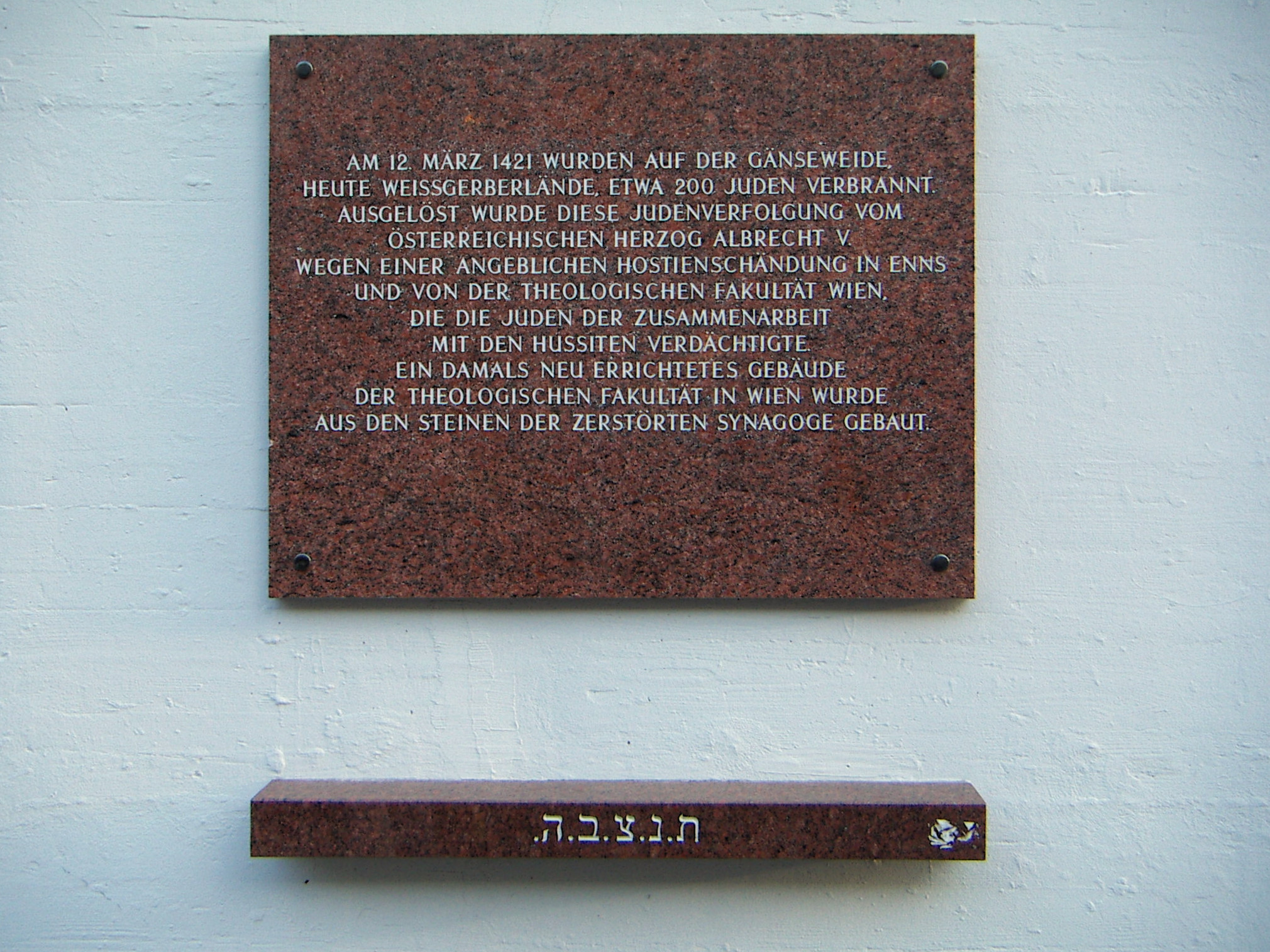
Gedenktafel nahe der ehemaligen Hinrichtungsstätte an der Gänseweide (Kegelgasse 40)

Am 23. Mai 1420 wurden auf Befehl Herzog Albrechts alle Juden in ganz Österreich (d. h. in allen landesfürstlichen Städten und Ortschaften) gefangen genommen. Nach etwa einem Monat (manche Quellen nennen den 21. Juni) wurden die mittellosen Juden des Landes verwiesen und in Schiffen die Donau hinuntergetrieben, während die Begüterten weiter in Haft blieben. Es gibt zahlreiche Berichte von Misshandlungen und Folterungen, teils um die Juden zur Annahme der Taufe zu „überreden“, teils um Aussagen über versteckte Wertgegenstände zu erpressen. Anscheinend verschlimmerten sich die Haftbedingungen von Tag zu Tag: Aufgrund von Misshandlungen, Selbstmorden und schlechten Haftbedingungen – der Winter 1420/21 war besonders streng – kamen zahlreiche Gefangene ums Leben. Für Kinder unter 15 Jahren wurde die Zwangstaufe angeordnet. Diese Maßnahme führte zu einer diplomatischen Intervention bei Papst Martin V., die zumindest teilweise erfolgreich war: Der Papst verfügte in seiner Bulle Licet Iudeorum omnium vom 1. Januar 1421, dass in Österreich und Venedig Kinder unter 12 Jahren gegen ihren und ihrer Eltern Willen nicht getauft werden dürfen, bei Strafe der Exkommunikation für den taufenden Priester.
Am 12. März 1421 wurde das Dekret Herzog Albrechts verkündet, das die Juden zum Tode verurteilte. Neben der allgemeinen „Bosheit“ der Juden wird als Begründung vor allem der Hostienfrevel in Enns angeführt: von der handlung wegen, die sich laider an dem heiligen Sacrament vor ettleichen jahren dacz Enns vergangen hat …, hat … der obgenannt unser gnädiger herr alle Judischait allenthalben in seinem lanndt auf heutigen tag geschafft zu richten mit dem prannt. Die Hinrichtung der verbleibenden Wiener Juden, 92 Männer und 120 Frauen, fand am selben Tag auf der Gänseweide in Erdberg statt (heute dem Weißgerberviertel zugerechnet). Später wurde die Asche der Verbrannten nach Gold und anderen Schmuckstücken durchsucht.
Am 16. April 1421 wurde die in den angeblichen Hostienfrevel von Enns verwickelte Mesnerin verbrannt, vermutlich an derselben Stelle wie zuvor die Juden.
Nachdem die Juden verbrannt oder getötet oder ausgewandert waren, konfiszierte der Herzog den zurückgelassenen Besitz und ließ die Synagoge abreißen. Die Steine der ehemaligen Synagoge wurden für den Bau der Universität Wien verwendet.
Mit dem Hintergrund der Anschuldigung des so genannten Ennser Hostienfrevels, genauer seiner Instrumentalisierung durch Herzog Albrecht, hat sich bereits 1931 Viktor Kurrein in einem ausführlichen, quellenbasierten Beitrag auseinandergesetzt.
Warum die St. Laurenzkirche in Enns als Ort des angeblichen Hostienfrevels gewählt wurde, beleuchtet eine umfangreiche Studie zu den Ennser Hintergründen der Ereignisse. Sie zeigt einerseits personelle Verflechtungen auf und legt andererseits dar, wie der Rückgriff auf die historische Bedeutung der St. Laurenzkirche in Enns durch Herzog Albrecht V. vor dem Hintergrund einer päpstlichen Entscheidung (Martin V.) zu sehen ist, die im Frühjahr 1420 das Bistum Passau unter Berufung auf die (angebliche) Geschichte der St. Laurenzkirche in Enns (als Sitz eines spätantiken Bischofs) aus dem Salzburger Metropolitanverband entlassen hatte. Das Bistum Passau hielt im November 1420 in der St. Laurenzkirche in Enns die einzige Passauer Diözesansynode des Mittelalters bei rechtlicher Unabhängigkeit von Salzburg ab. Dabei war der gesamte namhafte österreichische Klerus (unter ihnen auch Thomas Ebendorfer) in der St. Laurenzkirche in Enns anwesend, und die Hostiengeschichte konnte ihren Ausgang nehmen.

## Zeitgenössische Quellen
Verstreute Hinweise finden sich in zahlreichen Chroniken und Dokumenten, beispielsweise in der „Fortsetzung der Melker Annalen“, aber nur zwei Quellen behandeln die Ereignisse von 1420/1421 ausführlich.

### Die Chronik Ebendorfers
Die wichtigste zeitgenössische christliche Quelle ist der Bericht Thomas Ebendorfers von Haselbach, des späteren Rektors der Universität Wien in seiner Chronica Austriae. Der Bericht in deutscher Übersetzung lautet:

„Nach seiner Rückkehr verbreitete sich ein allgemeines Gerücht, dass in Enns die Juden ein großes Sakrileg gegen das hochwürdige Sakrament der Eucharistie verübt hätten. Es wurde nämlich gesagt, dass der sehr reiche Jude Israel zu Enns von dem Weibe des Türhüters daselbst, das ihm unterworfen war, aus der Pfarrkirche des heiligen Laurentius, die von dem gewöhnlichen Besuch der Leute abseits stand, nach dem Osterfest desselben Jahres viele kleine Stücke des Sakraments erhielt (oder kaufte), und daß er dieselben zum Verspotten durch seine Glaubensgenossen bestimmte; welche Sakrilege auch die vorhin besagte Frau, nachdem sie ausgefragt wurde, einbekannte. Der Jude Israel jedoch mit seinem Weibe und den anderen Mitwissern und Verdächtigen dieses Frevels suchten denselben beharrlich zu leugnen, obzwar es den Priestern sicher stand, daß an dem Sakrament ein Diebstahl begangen wurde. Darum wurden sie an einem Tage und zu derselben Stunde an allen Orten Österreichs des Herzogs Albrecht in Gefangenschaft gesetzt, ihre Güter wurden konfisziert, und nach Entfernung der Gemeinen wurden die mehr Geachteten unter ihnen zurückgehalten. Weil aber damals ein besonders strenger Winter einzog (so dass die Gefangenen ihre Lage nicht mehr ertragen konnten), so fielen einige unter ihnen an Wunden, die sie sich gegenseitig beibrachten, andere aber zögerten auch nicht, selbst Hand an sich zu legen: zu deren Zahl auch die Frau des vorbesagten Israel zählte, die sich bei dem Diebsprofoßen mit ihrem eigenen Tuch erdrosselte, und ein anderer aus Tulln, der sich mit dem Messer das Leben nahm. Wieder andere, verzweifelt wie sie waren, brachten sich, damit sie nicht dem Joche (des Christentums) unterworfen würden, zur Schande ihres eigenen Glaubens und des ihrer Väter – oder zum Gespötte der Christen würden, durch Schlingen und Riemen zur Nachtzeit den Tod bei; so die Frauen in Mödling und Perchtoldsdorf. Andere, von hartnäckiger Wut getrieben, nahmen auch ihren Frauen und Verwandten, den Alten das Gesicht verhüllend, indem sie ihnen die Adern aufschnitten, noch kläglicher mit Gewalt das Leben; deren Körper wurden einem Eselsbegräbnis zugeführt. Etliche aber, die mit der heiligen Taufe versehen wurden, verblieben im Glauben; andere jedoch, zu ihrem Gespei zurückkehrend, fielen unter verschiedenen Titeln ab. Diejenigen aber, die sich als Asyl ihres Heils ihren Glauben erwählten, wurden am 12. März des Jahres der Herrn 1421, am St.-Gregorius-Tage, in Erdburg auf einer Wiese neben der Donau insgesamt durch Feuer vernichtet. Damit aber nicht einige Juden in Zukunft in Österreich zu wohnen sich erdreisteten, wurden sie einem ewigen Bann unterworfen.“

### Die „Wiener Gesera“

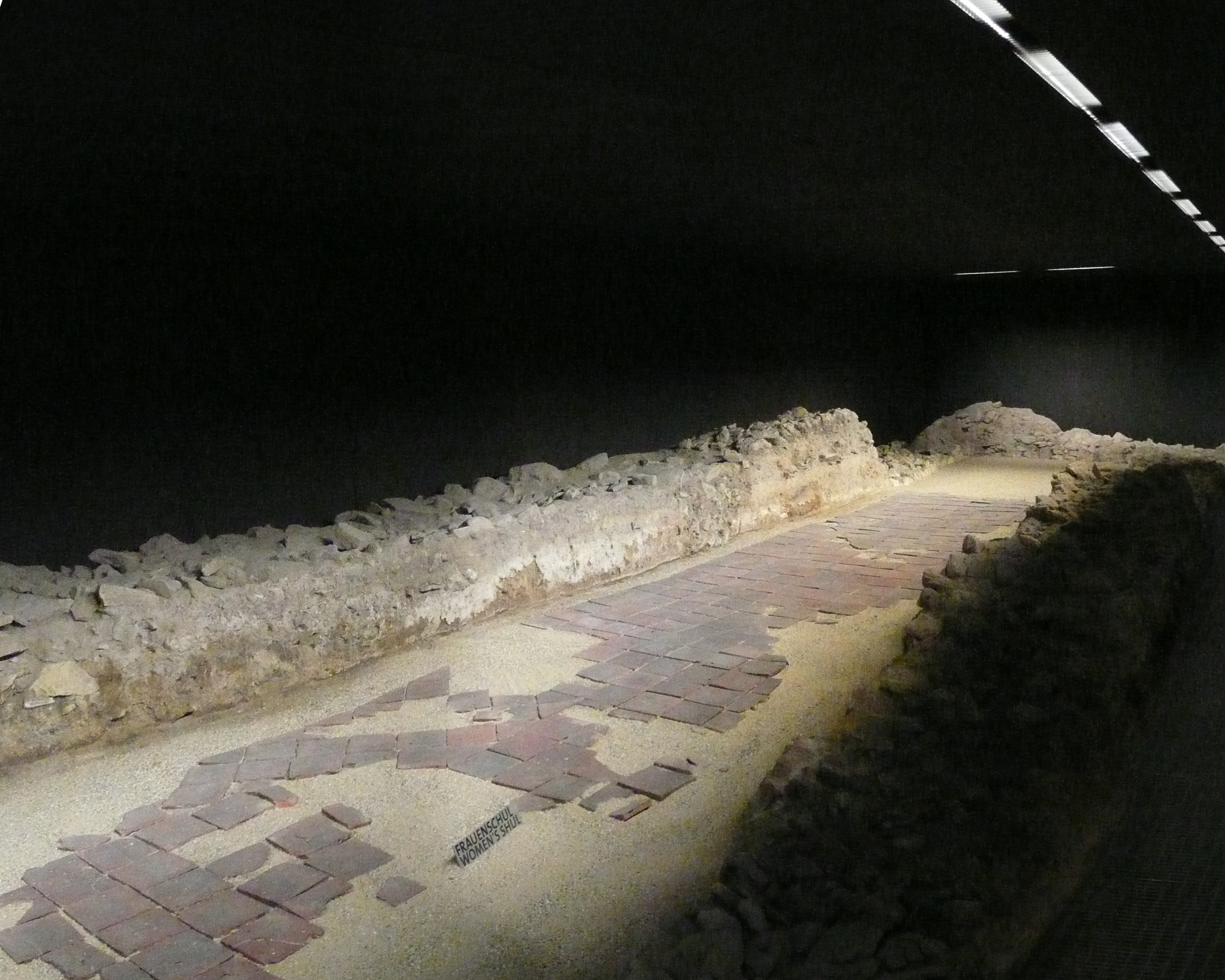
Überreste der zerstörten Synagoge am Judenplatz

Die wichtigste jüdische Quelle ist unter dem Namen „Wiener Gesera“ bekannt. „Gezerah“ (von hebr. גזירה) bedeutet zunächst allgemein „Urteil“ oder „Regelung“. Im Laufe der Zeit und besonders im Mittelalter bekam es aber die Bedeutung eines judenfeindlichen Gesetzes bzw. eines Pogroms – dieses aus dem Russischen stammende Wort wurde erst viel später gebräuchlich. Die ältesten erhaltenen Exemplare der Wiener Gesera stammen aus dem 16. Jahrhundert, die Schrift entstand jedoch vermutlich kurz nach den Ereignissen von 1421. Möglicherweise ist der Verfasser ein nach Ungarn vertriebener österreichischer Jude. Die Schrift ist in Judendeutsch verfasst, das heißt in deutscher Sprache in hebräischen Schriftzeichen und mit zahlreichen spezifisch jüdischen Formulierungen und Wendungen. Die erhaltenen judendeutschen Versionen sind mit ziemlicher Sicherheit Übersetzungen aus dem Hebräischen. Trotz der naturgemäß etwas einseitigen Sichtweise des Autors gilt die Wiener Gesera als verlässliche Quelle; zahlreiche Details (so die Opferzahlen bei der Verbrennung in Erdberg) sind nur hier angeführt. Aufschlussreich ist auch die Liste von 17 jüdischen Gemeinden, die vom Edikt Herzog Albrechts betroffen waren:
- Wien
- Krems
- Klosterneuburg
- Herzogenburg
- Leubs (heute Langenlois)
- Linz
- Ybbs
- Steyr
- Enns
- Wels
- Laa
- Mörtersdorf
- Hainburg
- Zistersdorf
- Marchegg
- Vitis
- Winkel[13]

Etliche jüdische Gemeinden, deren Vernichtung aus anderen Quellen bekannt ist (beispielsweise Mödling, Perchtoldsdorf und Tulln), werden in der Wiener Gesera nicht erwähnt; die Gründe dafür sind unbekannt.

## Folgen
Das jüdische Leben im Herzogtum Österreich war weitgehend, aber nicht vollständig vernichtet. Zahlreiche Dokumente berichten von den den Juden geraubten Wertsachen, Häusern, Grundstücken usw., die an Christen verkauft oder verschenkt wurden. 1423 übernahm Herzog Albrecht auch die Regierung in Mähren, woraufhin es auch dort zu Judenverfolgungen kam, beispielsweise wurden 1426 die Juden aus Iglau vertrieben. In der von Herzog Ernst regierten Steiermark blieben die Juden unbehelligt. Albrechts Sohn Ladislaus Postumus setzte die judenfeindliche Politik seines Vaters fort und vertrieb die Juden aus Olmütz, Brünn, Znaim, Breslau und anderen Orten in Mähren und Schlesien. Erst unter Herzog Friedrich V., dem späteren Kaiser Friedrich III., fanden die Verfolgungen ein Ende.

## Das Jordanhaus am Judenplatz

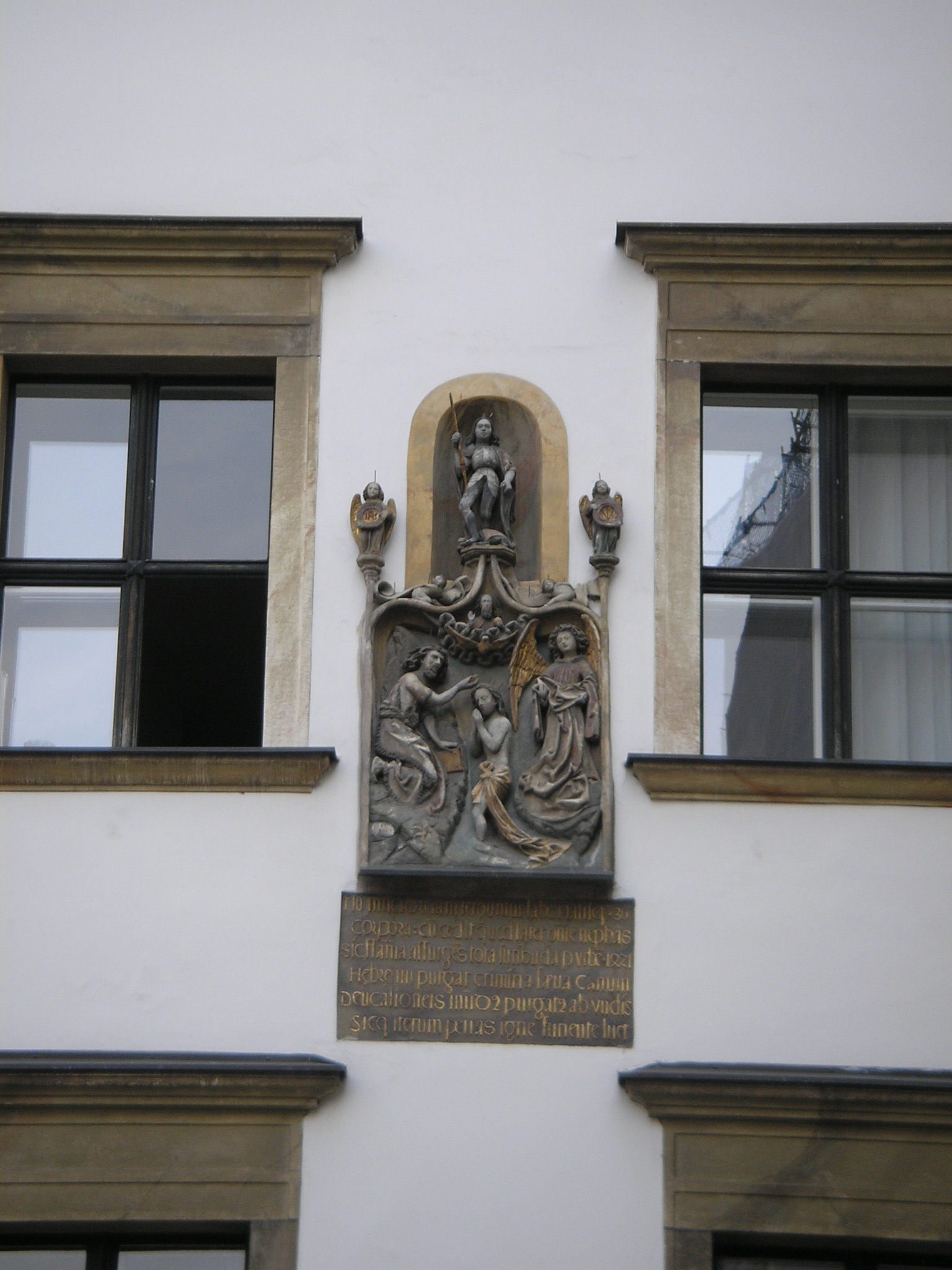
Relief und Inschrift am Jordanhaus am Wiener Judenplatz

Ein sichtbares Erinnerungsmal an die Wiener Gesera ist das nach einem Besitzer im späten 15. Jahrhundert benannte Jordanhaus am Judenplatz. Dieser brachte im Zuge einer Renovierung ein Relief mit der Taufe Jesu an, darunter ist eine in elegischen Distichen verfasste lateinische Inschrift, die die „wütende Flamme“, die 1421 die „Verbrechen der Hebräerhunde“ reinigte, feiert:
Flumine Jordani terguntur labe malisque
 corpora cum cedit, quod latet omne nephas.
Sic flamma assurgens totam furibunda per urbem 1421
 Hebraeum purgat crimina saeva canum.
Deucalioneis mundus purgatur ab undis
 Sicque iterum poenas igne furiente luit.
(„Durch die Fluten des Jordan wurden die Leiber von Schmutz und Übel gereinigt. Alles weicht, was verborgen ist und sündhaft. So erhob sich 1421 die Flamme des Hasses, wütete durch die ganze Stadt und sühnte die furchtbaren Verbrechen der Hebräerhunde. Wie damals die Welt durch die Sintflut gereinigt wurde, so sind durch das Wüten des Feuers alle Strafen verbüßt.“)
Die Inschrift – in schwer zu lesender gotischer Schrift und relativ hoch oben angebracht – blieb lange Zeit unbeachtet. Erst im Zuge der Diskussionen um die Errichtung des Mahnmals am Judenplatz gab es Überlegungen, was mit der Tafel zu tun wäre, und man entschied sich, sie gleichfalls als Mahnmal an Ort und Stelle zu belassen.

## Film
- Österreich – Die ganze Geschichte, Folge 4, Geburtswehen einer Weltstadt (2023)